# Boljšoj teatr
Boljšoj teatr (rus Большой театр = veliko kazalište) najpoznatije je rusko kazalište. Nalazi se u Moskvi.
U kazalištu se izvode drame, opere i balet, te razne kazališne produkcije.

## Povijest
Kazalište je osnovao 1776. Petar Urussov. Zgradu je oblikovao ruski arhitekt talijanskih korijena Osip Bove. 
Zgrada teatra je svečano otvorena 30. prosinca 1780. i bila je u funkciji do jeseni 1805., kad je izgorila. Boljšoj je ponovno postao beskućnik, i davao predstave po privatnim dvoranama. Od 1808. ponovo imaju dvoranu Arbatov, drvenu građevinu, koji je u rekordnom roku, izgradio Carlo Rossi, ali je i ona izgorila 1812. za vrijeme Napoleonovog zauzimanja Moskve.
Od 1806. Boljšoj je postao jedan od carskih teatara, a njegova teatarska škola, za baletane, pjevače i glazbenike, dotad zvana  - Teatarska škola Petrovski - Moskovski teatarski carski licej (ona je 1911. prezvana u Moskovsku školu baleta).
Natječaj za projekt nove dvorane proveden je 1819. na njemu je pobijedio Andrej Mihalkov, profesor na Umjetničkoj akademiji, ali je na kraju njegov projekt odbačen kao preskup. Zbog tog je tadašnji gradonačelnik Moskve Dmitrij Golicin naručio projekt od arhitekta Osipa Bove 1820. koji je novi Boljšoj projektirao kao klasicističku palaču, s portikom na osam masivnih stupova, na novom trgu u čijoj sredini je podignuta veliki spomenik Apolonu.
Nova zgrada otvorena je 1825. i služila je svrsi punih 30 godina, sve dok i nju nije zahvatio požar 11. ožujka 1853., nakon kojeg su od nje ostali samo kameni dijelovi. 
Nakon tog proveden je natječaj za obnovu zgrade teatra, na natječaju je pobijedio Alberto Cavos, glavni arhitekt carskih teatara i profesor na Petrogradskoj umjetničkoj akadamiji. Obnovljena zgrada teatra, podignuta je kao potpuno nova građevina 1856., i bitno veća, tako da se u gledalištu novog teatra visokom 6 katova, moglo smjestiti više od 2300 gledaoca. Novi Boljšoj otvoren je svečano 20. kolovoza 1856. na dan krinidbe cara Aleksandra II., Bellinijevom operom Puritanci.
Krajem 19. stoljeća Boljšoj je izrastao u moćnu teatarsku instituciju, čija je operna i baletna produkcija ruskih i drugih europskih autora izvršila snažan uticaj na te umjetničke discipline u cijelom zapadnom svijetu. Nakon Oktobarske revolucije 1924. Boljšoj je dobio svoju drugu manju pozornicu, a 1961. i treću, nedaleku Kongresnu palača u Kremlju, kapaciteta 6 000 gledatelja, koja je adaptirana u pozornicu za velike spektakle.

## Sadašnjost
Trenutno radi u kazalištu više od 900 glumaca pjevača, glazbenika i plesačica. Posjeduje jedno od najstarijih i najboljih baletnih ansambla, koje je osnovano 1773.

## Restauracija 2005. – 2011.
Glavna zgrada Boljšoj teatra ponovno je otvorena 28. listopada 2011. poslije restauracije koja je trajala od 2005. To je bila najtemeljitija restauracija u povijesti kazališta. Radovi su koštali oko 730 mil. dolara a platila ih je ruska država. Broj mjesta za publiku je smanjen na 1720.
Na svečanom otvorenju 28. listopada 2011. bili su prisutni premijer Rusije Medvedev i predsjednik Rusije Putin. Prva predstava koja je premijerno izvedena poslije inauguracije bila je opera Ruslan i Ljudmila Mihaila Glinke.

## Vanjske poveznice
- Bolshoi.ru (službena stranica) (rus.)(engl.)